# DNAH9
DNAH9‏ (Dynein axonemal heavy chain 9) هوَ بروتين يُشَفر بواسطة جين DNAH9 في الإنسان.